# Хендрикс, Томас Эндрюс
Томас Эндрюс Хендрикс (англ. Thomas Andrews Hendricks, 7 сентября 1819 — 25 ноября 1885) — американский политический и государственный деятель; член Демократической партии, вице-президент США в 1885 году.

## Биография
Хендрикс родился в 1819 году недалеко от Зейнсвилла, штат Огайо. В 1820 году вместе с родителями переехал на постоянное место жительства в Индиану. Окончив в 1841 году Ганноверский колледж, он изучал право в Чемберсбурге, штат Пенсильвания, после чего занимался юридической практикой.
Свою политическую карьеру Хендрикс начал в 1848 году, когда был избран в Палату представителей штата Индиана. В 1850 году он выставил свою кандидатуру на выборах в Конгресс и был избран членом Палаты представителей от Демократической партии. Этот пост он занимал в период с 1851 по 1855 год. В 1855 году во время президентства Франклина Пирса Хендрикс был назначен уполномоченным по делам земельного управления. В 1860 году он баллотировался на пост губернатора Индианы, однако потерпел поражение, после чего перебрался в Индианаполис, где занимался юридической практикой. В 1863 году в ходе Гражданской войны в США Хендрикс был избран сенатором от штата Индианы и пребывал в этой должности до 1869 года.
В 1868 году он во второй раз выдвигался на должность губернатора Индианы, однако вновь потерпел поражение. Этот пост он занял с третьей попытки в 1873 году. Пребывание на должности губернатора совпало с послевоенным экономическим спадом. Дважды ему приходилось прибегать к помощи ополчения (милиции) для принудительного прекращения забастовок рабочих, недовольных сокращением заработной платы. Во время его губернаторства также был принят сухой закон, который, однако, был аннулирован спустя два года после вступления в силу.
В 1885 году Хендрикс занял пост вице-президента США при Гровере Кливленде. В этой должности Томас Хендрикс пребывал всего несколько месяцев и скончался в ноябре того же года. Он остаётся единственным вице-президентом США (среди тех, кто не занимал пост президента), чей портрет появлялся на американских бумажных деньгах: Хендрикс был изображён на серебряном сертификате 1886 года выпуска достоинством в 10 долларов. Хендрикс был женат на Элизе Морган; у семейной пары был сын.